# Мойер, Стивен
Сти́вен Мо́йер (англ. Stephen Moyer, имя при рождении Стивен Джон Э́мери (англ. Stephen John Emery), род. 11 октября 1969, Брентвуд, Эссекс, Англия, Великобритания) — английский актёр, наиболее известный ролью Билла Комптона в сериале «Настоящая кровь».

## Биография
Мойер родился в Брентвуде, графство Эссекс. Он учился в школе Св. Мартина, средней школы Хаттона и окончил Лондонскую академию музыкального и драматического искусства.

## Карьера
Актёрская карьера Мойера началась с театра в Эссексе, где он не только выступал, но и создал собственную театральную труппу - Общество отверженных. Позже Мойер сыграет во множестве постановок по всему миру («Ромео и Джульетта», «Фиванцы», «Коламбус», рок-опера «Железный человек»).
На британском телевидении актёра можно было увидеть в таких проектах, как «Только мужчины», «НЙ-ЛОН», «The Grand», «Лилии», «Сочувствие», «Убийства в Мидсомере», «Холодные ступни» и «Воскрешая мертвых».
Первую главную роль Мойер исполнил в фильме «Принц Вэлиант» с Кэтрин Хейгл. В 2000 году он оказался в окружении известнейших актёров, снимаясь в драме «Перо маркиза де Сада».
В 2001 году Стивена Мойера можно было увидеть в приключенческом фильме «Дочь Робин Гуда: Принцесса воров» в роли принца Филипа. Главную роль в картине исполняла  Кира Найтли. В 2003 году Мойер исполнил главную роль в триллере «Поручитель», а в 2008 – в драме «Воздержание».
С 2008 по 2015 год Мойер исполнял главную роль – Билла Комптона - в сериале «Настоящая кровь». На съемках сериала актёр познакомился с будущей женой, Анной Пэкуин. За несколько лет существования шоу получило множество наград, в том числе Золотой глобус.
В 2011-м актёра можно было увидеть в антиутопии «Пастырь» с Полом Беттани, а также в триллере «Двойной агент» с Ричардом Гиром, в котором Мойер сыграл Игоря Волка, бывшего советского агента. С 2017 по 2019 год на телеканале FOX Мойер исполнял главную роль в научно-фантастическом сериале «Одарённые».
В 2021 году на большие экраны вышел мелодраматический фильм «После. Глава 3», снятый при участии актёра. В конце августа этого года в российский прокат выйдет  четвёртая глава франшизы. Фильмы серии «После» основаны на романах-бестселлерах Анны Тодд и успешны в прокате во всем мире.

## Личная жизнь
Мойер встречался с коллегой по сериалу «Настоящая кровь» Анна Пэкуин с 2007 года; они поженились 21 августа 2010 года.
В сентябре 2012 года у супругов родились близнецы, сын Чарли и дочь Поппи.
У актёра есть двое детей от предыдущих браков: сын Билл, 2000 года рождения, и дочь Лила, 2002 года рождения.

## Фильмография
| Год       |    | Русское название                 | Оригинальное название | Роль                                 |
| --------- | -- | -------------------------------- | --------------------- | ------------------------------------ |
| 1986—2009 | с  | Катастрофа                       | Casualty              | Dr. Mark Ellis                       |
| 1992—2009 | с  | Детектив Джек Фрост              | A Touch of Frost      | D.C. Burton                          |
| 1993—2002 | с  | Peak Practice                    | Chris Rhodes          |                                      |
| 1993—1994 | с  |                                  | Conjugal Rites        | Philip Masefield                     |
| 1995      | с  |                                  | Castles               | Martin Franks                        |
| 1996      | тф |                                  | Lord of Misrule       | Olly                                 |
| 1996      | с  | Брат Кадфаэль                    | Cadfael               | Godwin                               |
| 1996—2009 | с  | Убийства в Мидсомере             | Midsomer Murders      | Christopher Wainwright               |
| 1997      | ф  | Принц Вэлиант                    | Prince Valiant        | Prince Valiant                       |
| 1997      | с  | The Grand                        | Stephen Bannerman     |                                      |
| 1997—2003 | с  |                                  | Cold Feet             | Nick Marsden                         |
| 1998      | с  | Ультрафиолет                     | Ultraviolet           | Jack Beresford                       |
| 1998—1999 | с  | Горец: Ворон                     | Highlander: The Raven | Jeremy Dexter                        |
| 1998      | ф  |                                  | Comic Act             | Danny                                |
| 1999—2000 | с  |                                  | Sunburn               | Trevor Watts                         |
| 1999      | с  |                                  | Life Support          | Dr. Tom Scott                        |
| 2000      | ф  | Перо маркиза де Сада             | Quills                | Prouix, the Architect                |
| 2000—2008 | с  | Воскрешая мёртвых                | Waking the Dead       | Доун                                 |
| 2000      | тф |                                  | The Secret            | Marcel Birkstead                     |
| 2001      | ф  | Троица                           | Trinity               | Brach                                |
| 2001      | тф | Дочь Робин Гуда: Принцесса воров | Princess of Thieves   | принц Филип                          |
| 2001      | тф | Восстание                        | Uprising              | Simha `Kazik` Rotem                  |
| 2001      | тф |                                  | Men Only              | Jason                                |
| 2002      | тф |                                  | Menace                | Mark                                 |
| 2003      | тф | Поручитель                       | Entrusted             | David Quatermain                     |
| 2003      | тф |                                  | Perfect               | Mark                                 |
| 2004      | ф  | Последний срок                   | Deadlines             | Alex Randal                          |
| 2004      | с  | НЙ-ЛОН                           | NY-LON                | Michael Antonioni                    |
| 2004      | тф |                                  | The Final Quest       | Young Danny Duke                     |
| 2005      | ф  | Неразгаданное                    | Undiscovered          | Мик Бенсон                           |
| 2006      | с  |                                  | Casualty              | Dr. Mark Ellis                       |
| 2007      | с  | Развод по-голливудски            | The Starter Wife      | Sam                                  |
| 2007      | с  |                                  | Lillies               | Mr. Brazendale                       |
| 2007      | тф |                                  | Empathy               | Jimmy Collins                        |
| 2007      | ф  |                                  | Alternate Endings     | Editor                               |
| 2007      | ф  | 88 минут                         | 88 Minutes            | Guy LaForge                          |
| 2008—2014 | с  | Настоящая кровь                  | True Blood            | Билл Комптон                         |
| 2008      | ф  | Воздержание                      | Restraint             | Andrew                               |
| 2010      | с  | Капля настоящей крови            | A Drop of True Blood  | Билл Комптон                         |
| 2010      | с  | День, когда земля замерзла       | Ice                   | Peterson                             |
| 2010      | ф  | День открытых дверей             | Open House            | Josh                                 |
| 2010      | ф  |                                  | Master Class          | Mennin                               |
| 2011      | с  | Финес и Ферб                     | Phineas and Ferb      | Джаред, озвучка                      |
| 2011      | ф  | Гость                            | The Caller            | John Guidi                           |
| 2011      | ф  | Пастырь                          | Priest                | Оуэн                                 |
| 2011      | ф  | Двойной агент                    | The Double            | Игорь Иванович Волк по кличке «Брут» |
| 2012      | ф  | Пустошь                          | The Barrens           | Ричард Винеярд                       |
| 2012      | ф  | Улики                            | Evidence              | Детектив Риз                         |
| 2015      | ф  | Защитник                         | Concussion            | доктор Рон Гамильтон                 |
| 2015      | ф  | Убийство Иисуса                  | Killing Jesus         | Понтий Пилат                         |
| 2016      | ф  | Объезд                           | Detour                | Винсент                              |
| 2017      | с  | Огнестрел                        | Shots Fired           | офицер Бриленд                       |
| 2017—2019 | с  | Одарённые                        | The Gifted            | Рид Стракер                          |
| 2021      | ф  | После. Глава 3                   | After We Fell         | Кристиан Вэнс                        |
| 2022      | ф  | После. Долго и счастливо         | After Ever Happy      | Кристиан Вэнс                        |
| 2023      | ф  | После. Навсегда                  | After Everything      | Кристиан Вэнс                        |

## Награды и номинации
| Год  | Награда                        | Категория                                         | Работа          | Результат |
| ---- | ------------------------------ | ------------------------------------------------- | --------------- | --------- |
| 2008 | Scream Awards                  | «Лучший актёр в фильме ужасов»                    | Настоящая кровь | Номинация |
| 2009 | Scream Awards                  | «Лучший актёр в фильме ужасов»                    | Настоящая кровь | Победа    |
| 2009 | Scream Awards                  | «Лучший творческий ансамбль»                      | Настоящая кровь | Номинация |
| 2010 | Scream Awards                  | «Лучший актёр в фильме ужасов»                    | Настоящая кровь | Номинация |
| 2010 | Премия Гильдии киноактёров США | «Лучший актёрский состав в драматическом сериале» | Настоящая кровь | Номинация |
| 2010 | Scream Awards                  | «Лучший творческий ансамбль»                      | Настоящая кровь | Номинация |
| 2010 | Saturn Award                   | «Лучший телеактёр»                                | Настоящая кровь | Номинация |
| 2011 | Scream Awards                  | «Лучший актёр в фильме ужасов»                    | Настоящая кровь | Номинация |
| 2011 | Scream Award                   | «Лучший творческий ансамбль»                      | Настоящая кровь | Победа    |
| 2011 | Saturn Award                   | «Лучший телеактёр»                                | Настоящая кровь | Победа    |